# Hans Hansson i Kullen
Hans Bernhard Albert Hansson (i riksdagen kallad Hansson i Kullen), född 14 juli 1826 i Släps socken, död där 9 januari 1899, var en svensk lantmätare och riksdagsledamot.
Hans Hansson, som var son till en kapten, tog lantmäteriexamen vid Chalmersska slöjdskolan 1848 och var kommissionslantmätare i Hallands län 1862–1894. Han hade också kommunala uppdrag i Släps landskommun.
Han var riksdagsledamot i andra kammaren för Fjäre och Viske häraders valkrets 1870–1872. I riksdagen tillhörde han inledningsvis Ministeriella partiet men övergick sedan till Nyliberala partiet, som dock upplöstes efter riksdagen 1871. I riksdagen engagerade han sig bland annat för skarpskytterörelsen och skrev fyra egna motioner om fastighetsrättsliga problem och om att till skarpskytteföreningarna utlämnanade gevär ej skall återfordras.